# Killyleagh Castle

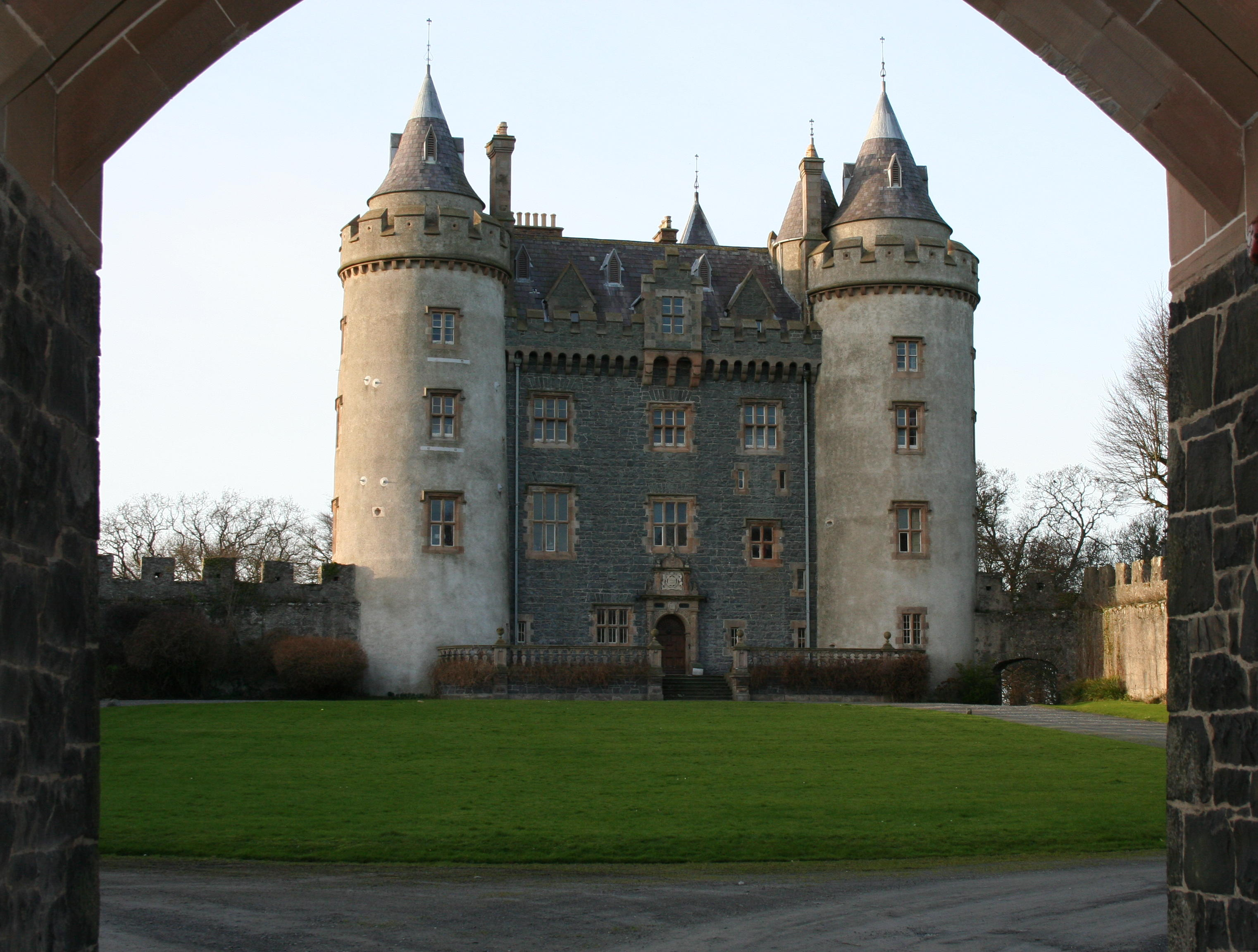
Killyleagh Castle

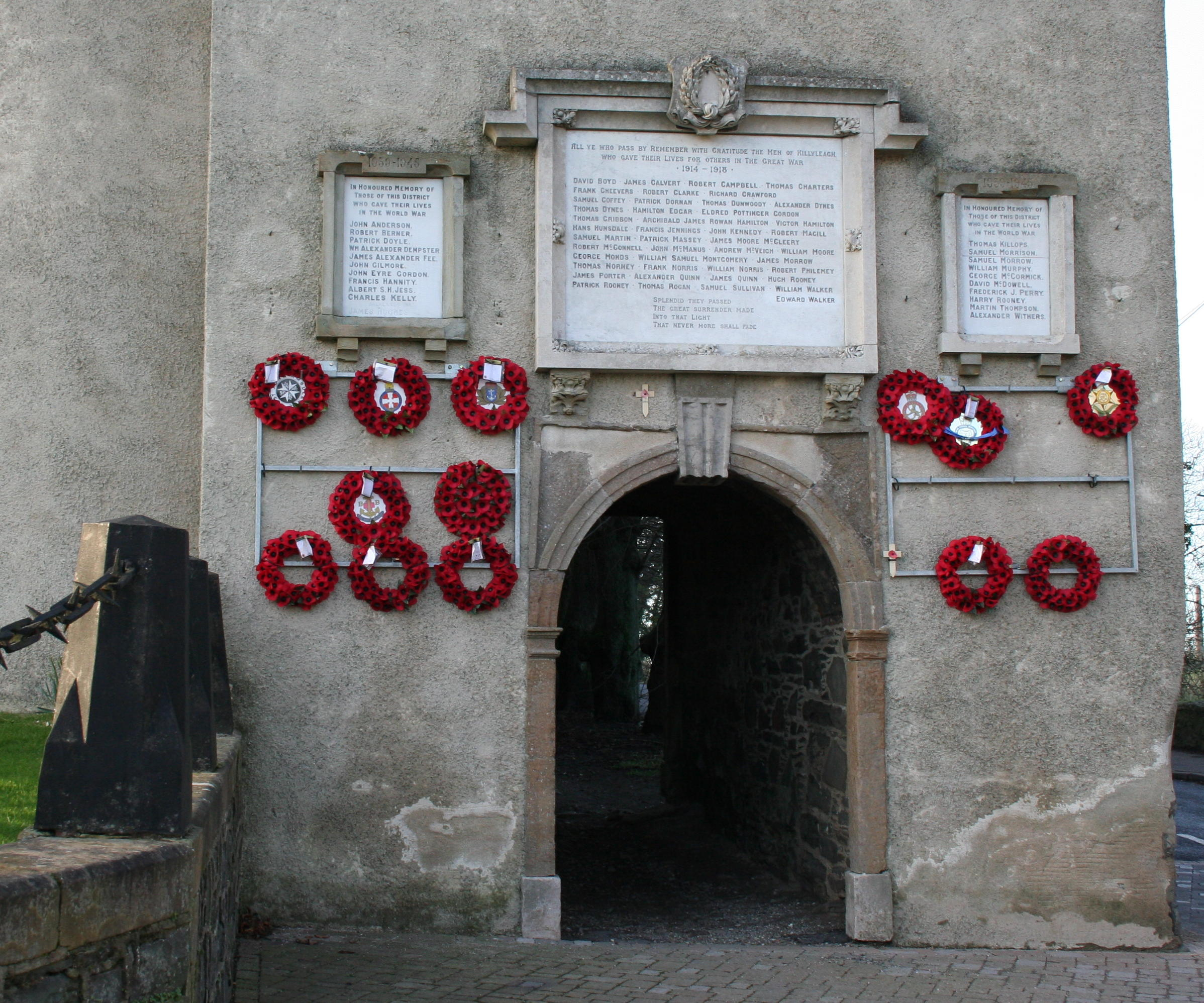
Kriegerdenkmal

Killyleagh Castle (irisch Caisleán Chill Ó Laoch) ist ein Schloss im Dorf Killyleagh im nordirischen County Down. Das Schloss dominiert den kleinen Ort und soll das älteste noch bewohnte Schloss in Nordirland sein. Teile davon stammen aus dem Jahr 1180. Killyleagh Castle ist im Stil der Loireschlösser erbaut, wurde aber Mitte des 19. Jahrhunderts vom Architekten Sir Charles Lanyon umgestaltet. Seit Anfang des 17. Jahrhunderts gehört das Schloss der Familie Hamilton.
Zurzeit wohnt dort Gawn Rowan Hamilton mit seiner jungen Familie. Im Schloss finden gelegentlich Konzerte statt. Es traten dort schon Van Morrison, Glen Hansard und Bap Kennedy auf. Die Torloggias sind Ferienwohnungen. In den Jahren 2012–2014 wurde dort die CBBC-Show Dani's Castle gedreht.

## Geschichte
Killyleagh wurde im 12. Jahrhundert vom normannischen Ritter John de Courcy besiedelt, der 1180 Befestigungen an der Stelle des heutigen Schlosses anlegen ließ. Sie waren Teil der Befestigungen rund um Strangford Lough als Schutz gegen Wikingerangriffe.
Im Jahre 1602 gehörten große Teil von North Down, einschließlich Killyleagh, dem gälischen Häuptling Con O’Neill aus Claneboye. O’Neill schickte nach einem Streit seine Männer, um englische Soldaten anzugreifen, und wurde folgerichtig eingesperrt. O’Neills Gattin handelte mit dem schottischen Adligen Hugh Montgomery aus, dass dieser die Hälfte von O’Neills Ländereien bekäme, wenn er es schaffte, dass O’Neill vom König begnadigt würde. Montgomery erreichte beim König die Begnadigung, aber König Jakob I. teilte das Land in drei Teile auf, wobei das Gebiet von Killyleagh bis Bangor an einen anderen Schotten, James Hamilton, den späteren Viscount of Claneboye, fiel. Eine Karte von Killyleagh von 1625 zeigt das Schloss mit einem einzigen Turm südlich des Wohntrakts. 1625 zog Hamilton von Bangor nach Killyleagh Castle um, wo er die Mauern des Hofes bauen ließ. Seither wohnten die Hamiltons dort.
Viscount Clanboyes Sohn, James Hamilton, der 1. Earl of Clanbrassil, ließ den zweiten Turm bauen. Er unterstützte den Stuart-König Karl I. und das Schloss wurde 1649 von Oliver Cromwells Truppen belagert, die mit Kanonenbooten in den Strangford Lough fuhren und das Torhaus sprengten. Der Earl floh und ließ seine Frau und seine Kinder zurück. Das Parlament erlegte ihm für die Rückgabe seines Schlosses und seiner Ländereien eine Strafe auf.
Der Sohn des 1. Earls, Henry Hamilton, der 2. Earl of Clanbrassil, ließ das Schloss 1666 wieder aufbauen. Er ließ den Nordturm errichten und die lange befestigte Bawn (Mauer) vor dem Schloss bauen (oder vielleicht auch restaurieren). Das Schloss des 2. Earls ist größtenteils das bis heute erhaltene Gebäude.
1667 heiratete der 2. Earl Lady Alice Moore, die Tochter des Earl of Drogheda, aber ihr einziges gemeinsames Kind starb noch im Kindesalter. Lady Alice entdeckte, dass ihr Schwiegervater, der 1. Earl of Clanbrassil, testamentarisch festgelegt hatte, dass für den Fall, dass Henry ohne Nachkommen starb, die Ländereien auf fünf Hamiltons, die jeweils ältesten Söhne seiner fünf Onkel, aufgeteilt werden sollte. Sie zerstörte das Testament und veranlasste 1674 ihren Gatten, ein eigenes Testament aufzusetzen, in dem er seine Ländereien ihr hinterließ. Henry wurde 1675 vergiftet und 1677 starb seine Witwe Alice, wobei sie ihre Ländereien ihrem Bruder vermachte. Die Vetter aber wussten vom Testament des 1. Earls und kämpften für ihre Rechte als Erben. Der Fall wurde erst 20 Jahre später geschlossen, als man eine Kopie des Testamentes entdeckte. Zu diesem Zeitpunkt waren aber alle fünf Vetter bereits verstorben. Als Letztes starb James Hamilton aus Neilsbrook im County Antrim, Sohn von Archibald Hamilton, dem nächstjüngeren Bruden von James Hamilton, 1. Viscount of Claneboye. James Hamilton aus Neilsbrook war überzeugt, dass der Erbfall in seinem Sinne entschieden würde, und hatte verfügt, dass das Anwesen in zwei Teile aufgeteilt werden sollte. Eine Hälfte sollte an seine Tochter Anne Stevenson (geb. Hamilton) und die andere Hälfte an seine jüngeren Brüder Gawn und William Hamilton fallen. 1697 teilte das Nachlassgericht das Schlossanwesen auf; Gawn und William erhielten das Haupthaus mit den beiden Türmen und ihre Nichte Anne die Bawn und das Torhaus. Gawn und William mussten an der Nordseite des Schlosses einen neuen Eingang anbringen lassen.
William starb 1716 ohne Nachkommen und so fiel das Schloss an weitere Generationen von Gawn Hamiltons Nachkommen. Gawns Großenkel Archibald Hamilton Rowan, ein irischer Nationalist der Society of United Irishmen, lebte von 1806 bis 1834 zeitweise im Schloss, nachdem er aus seinem Exil in Amerika zurückgekehrt war.
Hamilton Rowans Enkel, Archibald Rowan Hamilton, und seine Gattin beauftragten ab 1850 den Architekten Charles Lanyon, das Schloss umzugestalten. Dabei entstand die romantische Silhouette mit den hinzugefügten Tourellen.
James Hamiltons Tochter Anne heiratete Hans Stevenson und ihr Anwesen fiel nach ihrem Tod an ihren Sohn James Stevenson und nach dessen Tod an dessen Tochter Dorcas, die spätere Dorcas Blackwood, 1. Baronesse Dufferin and Claneboye (1726–1807). Nach Dorcas Tod fiel das Anwesen an ihren Urenkel, Frederick Temple-Blackwood, 5. Baron Dufferin and Claneboye (1826–1902). 1860 überschrieb der 5. Baron die Bawn und das Torhaus an die Hamiltons und beauftragte ein weiteres Torhaus, das besser zum Hauptschloss passte. Der Baron fügte den Namen „Hamilton“ seinem Nachnamen hinzu und heiratete anschließend 1862 seine entfernte Base Hariot Georgina Rowan Hamilton, die Tochter von Archibald Rowan-Hamilton.
Während des Nordirlandkonfliktes in den 1920er-Jahren wurde das Schloss von der IRA angegriffen. Gawn Rowan Hamilton sagte: „Ich habe einen Ausschnitt von Belfast Telegraph, auf dem die Geschichte meines Urgroßonkels zu lesen steht, der um 2 Uhr Nachts aufgeweckt wurde und sich mit der IRA eine Schießerei von den Zinnen aus geliefert hat. Das war fürchterlich aufregend.“